# Wipfeldürre

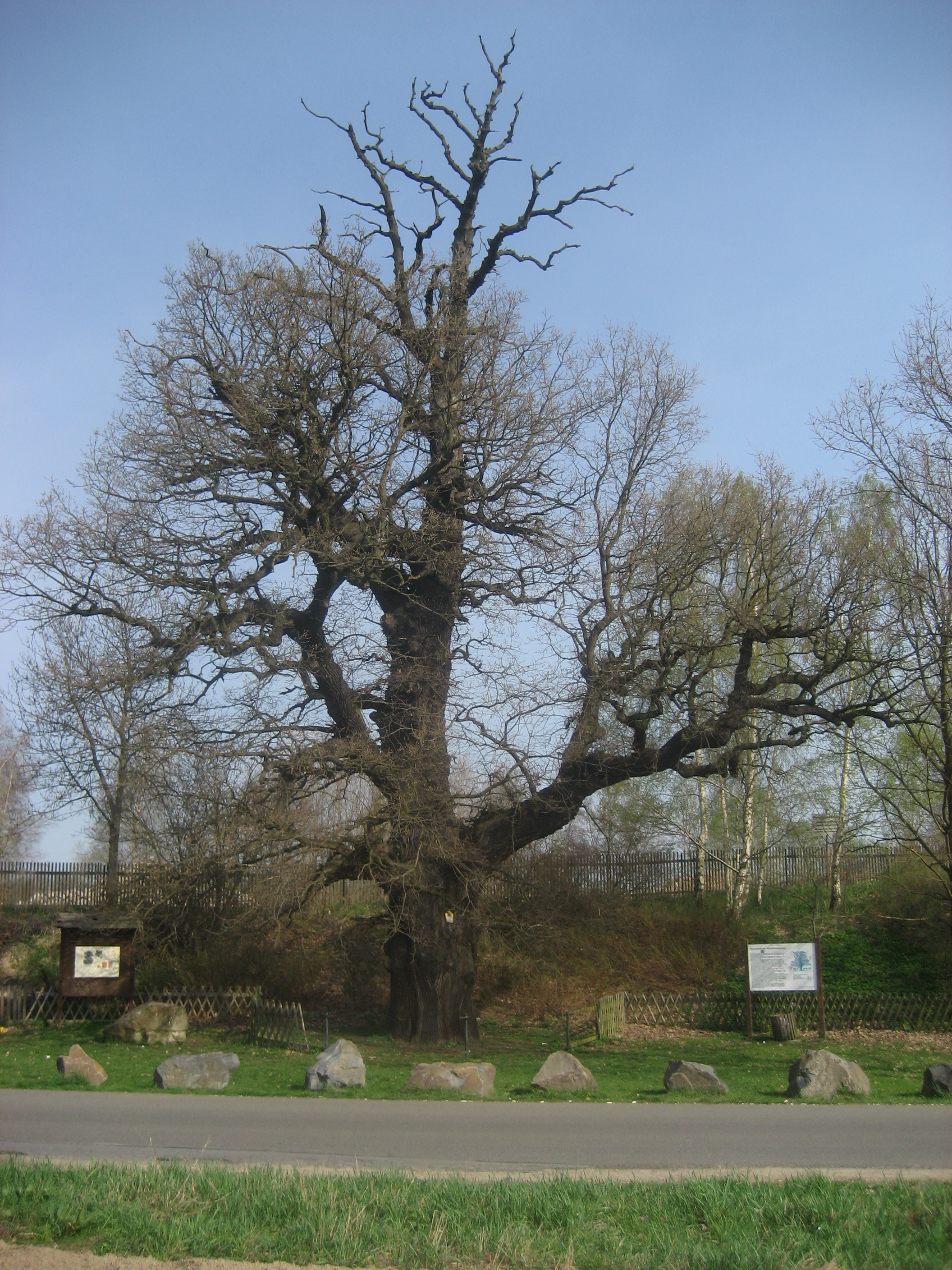
Wipfeldürre bei der Hanneloreneiche (Frühling 2009)

Wipfeldürre oder veraltet Gipfeldürre ist eine Krankheit alter Bäume. Symptome sind das Absterben der oberen Äste, während die unteren noch weiter vegetieren. Sie ist der Beginn des infolge von Altersschwäche durch Einfluss äußerer Kräfte herbeigeführten Todes. Außerdem entsteht Wipfeldürre bei ungünstigen Ernährungsverhältnissen, besonders bei Mangel an Wasser, Blitzeinschlag oder Beschädigung der Wurzeln durch Pilze oder Tiere. Bei Kiefern infolge der Kienkrankheit, bei alten Eichen, wenn sie als Überhalter aus dem geschlossenen Stande freigestellt werden.
Wipfeldürre ist heute einer der Sicherheitsgründe, aus denen amtlicherseits Bäume gefällt werden.